# Vajiravudh
Vajiravudh (1 januari 1881 – 25 november 1925) (också känd som Rama VI), var under titeln Phra Mongkut Klao Chaoyuhua (พระบาทสมเด็จพระมงกุฎเกล้าเจ้าอยู่หัว) regerande kung av Siam (nuvarande Thailand) från 1910 till sin död. Han efterträdde sin far, kung Chulalongkorn och sin mor drottning Saovabha Bongsri.
Han besökte kung Oskar II i Sverige 1897.

## Utmärkelser
- Kungliga Serafimerorden,  14 juli 1897[2]
- Riddare av Gyllene skinnets orden,  1902[3]
- Svarta örns orden
- Badiska husorden Fidelitas
- Nederländska Lejonorden
- Gyllene skinnets orden
- Storkors av Hederslegionen
- Bathorden
- Vendiska kronans husorden
- Krysantemumorden
- Karl III:s orden
- Riddare med storkors av Victoriaorden
- Preussiska Kronorden
- Storkorsriddare av Sankt Mauritius och Sankt Lazarusorden
- Chula Chom Klao-orden
- Nio ädelstenars orden
- Chakriorden
- Sankt Stefansorden
- Ramaorden
- Thailändska kronorden
- Vita elefantens orden
- Riddare av Annunziataorden
- Storkorsriddare av Italienska kronorden

[Redigera Wikidata]

## Galleri

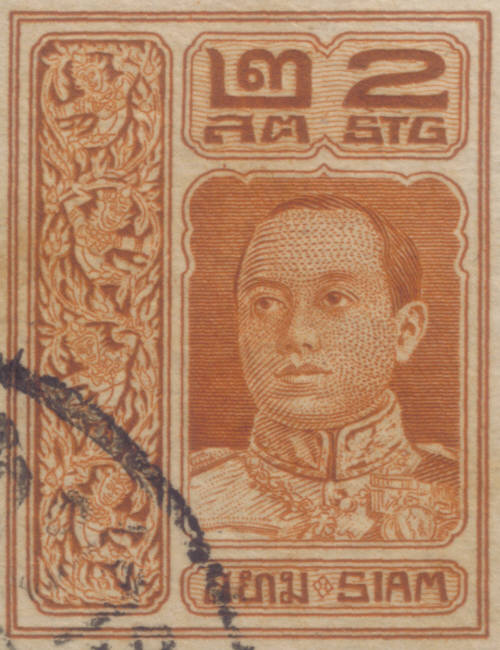
Vajiravudh på ett thailändskt frimärke